# Хоринка (приток Перетны)
Хоринка (устар. Харинка) — река в России, протекает в Окуловском районе Новгородской области. Устье реки находится в 25 км по левому берегу реки Перетна. Длина реки составляет 44 км, площадь водосборного бассейна 158 км².
Система водного объекта: Перетна → Мста → Ильмень → Волхов → Ладожское озеро → Нева → Балтийское море.

## Данные водного реестра
По данным государственного водного реестра России относится к Балтийскому бассейновому округу, водохозяйственный участок реки — Мста без р. Шлина от истока до Вышневолоцкого г/у, речной подбассейн реки — Волхов. Относится к речному бассейну реки Нева (включая бассейны рек Онежского и Ладожского озера).
Код объекта в государственном водном реестре — 01040200212102000021022.